# 2832 Lada
A 2832 Lada (ideiglenes jelöléssel 1975 EC1) a Naprendszer kisbolygóövében található aszteroida. Nyikolaj Sztyepanovics Csernih fedezte fel 1975. március 6-án.